# Trezzano sul Naviglio
Trezzano sul Naviglio (bis 1862 einfach Trezzano) ist eine Gemeinde mit 21.585 Einwohnern (Stand 31. Dezember 2023) in der Metropolitanstadt Mailand, Region Lombardei. Der Ort liegt an der Autobahn A50.
Die Nachbarorte von Trezzano sul Naviglio sind die Großstadt Mailand und die Gemeinde Cesano Boscone.

## Demografie
Um 1960 wurde eine neue Schnellstraße gebaut und Trezzano sul Naviglio wurde an sie angeschlossen. In den darauffolgenden Jahren sorgten Infrastrukturprojekte für einen starken Anstieg der Bevölkerungszahlen, die sich danach auf wesentlich höherem Niveau wieder stabilisierten.

## Wirtschaft
1991 wurde Trezzano sul Naviglio Sitz des Aktienunternehmens Parlux, einem Hersteller von Geräten des Friseurbedarfs.